# Bénifontaine

Bénifontaine este o comună în departamentul Pas-de-Calais, Franța. În 1 ianuarie 2022 avea o populație de 337 de locuitori.